# Paul Planchon
 (janvier 2018).
Si vous disposez d'ouvrages ou d'articles de référence ou si vous connaissez des sites web de qualité traitant du thème abordé ici, merci de compléter l'article en donnant les références utiles à sa vérifiabilité et en les liant à la section « Notes et références ».
Pour les articles homonymes, voir Planchon.
Paul Planchon est un réalisateur et scénariste français.

## Biographie
Il est né à Lyon 63,rue du Dauphiné le 27 janvier 1939, il est le fils d'Émile né à Dornas Ardèche le 24 juillet 1903 et de Maria Augusta Nogier née aux Jallades, commune de Sainte-Eulalie Ardèche le 7 Avril 1901; il est le frère de Roger né à Saint-Chamond le 12 septembre 1931.(Voir Boutières en histoire numéro 8 éditions du Roure 2015: Portraits d'hier et d'aujourd'hui, deux boutiérots de cœur Roger et Paul Planchon par Alain Amsellem[réf. souhaitée]

## Filmographie

### Comme réalisateur

#### Téléfilms
- 1977 : L'enfant du pèche ou les malheurs de marie, l'Alsacienne
- 1980 : Le Cheval dans le béton
- 1980 : Simon, la royauté du vent
- 1981 : L'Homme en rouge
- 1981 : Maître Daniel Rock
- 1981 : Le 28 mars, 20 Heures
- 1981 : Portrait d'un inconnu
- 1982 : Théâtre pour demain : L'Armoire
- 1985 : La poudre aux yeux, d'après Eugène Labiche
- 1988 : Carmilla : Le cœur pétrifié
- 1993 : Retour de flamme
- 1998 : Un homme de cœur

#### Séries télévisées
- 1971 : Les Nouvelles Aventures de Vidocq de Marcel Bluwal (assistant réalisateur)
- 1977 : Les Samedis de l'histoire : Henri IV
- 1978 - 1982 : Le Petit Théâtre d'Antenne 2 : L'armoire (1982) - Le Bon exemple (1980) - Le défunt (1978) - Poivre de Cayenne (1978)
- 1983 : Emmenez-moi au théâtre : La soupière
- 1985 : Châteauvallon (14 épisodes)
- 1989 : Commissaire Moulin : Corvée de bois - Paris 18 - Honneur et Justice
- 1990 : Formule 1
- 1991 : Le Roi Mystère
- 1992 : Puissance 4 : Contrats sanglants - Vieux gamins
- 1993 - 1995 : Rocca : Coup de cœur - Mortels rendez-vous - Retour de flamme
- 1997 - 2005 : Les Cordier, juge et flic (10 épisodes)
- 2000 : Sandra et les siens : Les cathédrales du silence - Premières armes
- 2002 : Marion Jourdan

### Comme scénariste
- 1988 : Camilla : Le cœur pétrifié
- 2002 : Marion Jourdan
- 1997 - 2005 : Les Cordier, juge et flic : Angela (2005) - Faux-semblants (2001) - Trahie par les siens (1999) - L'œil du cyclone (1997)

## Documentaire
- 2003 : Histoires de fiction de Sabine Chalvon-Demersay et Patrick Jeudy